# Stronger (What Doesn't Kill You)
"Stronger (What Doesn't Kill You)" (pontualmente referido como "Stronger" ou "What Doesn't Kill You (Stronger)") é uma canção da cantora norte-americana Kelly Clarkson, gravada para o seu quinto álbum de estúdio Stronger, lançado em outubro de 2011. Foi composta por Jörgen Elofsson, Ali Tamposi, David Gamson, Greg Kurstin, sendo que o último também esteve a cargo da produção musical.
A música foi indicada em três categorias do Grammy Award de 2013, sendo elas: a Canção do Ano, a Gravação do Ano e a Best Pop Solo Performance.

## VersãoDescendants
Em 2018, Dove Cameron e China Anne McClain gravaram uma versão da música com a letra ligeiramente alterada para a franquia da Disney Descendants.

## Desempenho nas tabelas musicais

### Posições
| Tabela musical(2011-2012)                                     | Melhor posição |
| ------------------------------------------------------------- | -------------- |
| Alemanha - Media Control Charts                               | 27             |
| Austrália - ARIA Charts                                       | 18             |
| Áustria - Ö3 Austria Top 40                                   | 6              |
| Canadá - Canadian Hot 100                                     | 3              |
| Brasil - Brasil Hot 100 Airplay                               | 12             |
| Dinamarca - Tracklisten                                       | 8              |
| Escócia - The Official Charts Company                         | 5              |
| Estados Unidos - Billboard Hot 100                            | 1              |
| Estados Unidos - Pop Songs                                    | 1              |
| Irlanda - Irish Recorded Music Association                    | 4              |
| Nova Zelândia - Recording Industry Association of New Zealand | 4              |
| Países Baixos - Dutch Top 40                                  | 59             |
| Polónia - Związek Producentów Audio Video                     | 4              |
| Reino Unido - UK Singles Chart                                | 8              |
| Suécia - Sverigetopplistan                                    | 18             |

## Histórico de lançamento
| País           | Data                    | Formato                    | Editora discográfica |
| -------------- | ----------------------- | -------------------------- | -------------------- |
| Austrália      | 14 de Novembro de 2011  | Rádio mainstream           | Sony Music           |
| Estados Unidos | 17 de Janeiro de 2012   | Rádios Mainstream e Hot AC | RCA                  |
| Reino Unido    | 3 de Fevereiro de 2012  | Descarga digital           | Sony Music           |
| França         | 3 de Fevereiro de 2012  | Descarga digital           | Sony Music           |
| Alemanha       | 17 de Fevereiro de 2012 | CD single                  | Sony Music           |
| Reino Unido    | 21 de Fevereiro de 2012 | CD single                  | Sony Music           |